# Svedala
Svedala este un oraș în Suedia.

## Demografie
| \| Evoluția demografică a zonei urbane Svedala, 1970–2015 \| Evoluția demografică a zonei urbane Svedala, 1970–2015 \| Evoluția demografică a zonei urbane Svedala, 1970–2015 \| Evoluția demografică a zonei urbane Svedala, 1970–2015 \| Evoluția demografică a zonei urbane Svedala, 1970–2015 \| \| --------------------------------------------------------------------------------------- \| ------------------------------------------------------ \| ------------------------------------------------------ \| ------------------------------------------------------ \| ------------------------------------------------------ \| \| An \| \| \| Locuitori \| \| \| 1970 \| 1970 \| \| 4.071 \| 4.071 \| \| 1975 \| 1975 \| \| 5.875 \| 5.875 \| \| 1980 \| 1980 \| \| 7.520 \| 7.520 \| \| 1990 \| 1990 \| \| 8.787 \| 8.787 \| \| 1995 \| 1995 \| \| 9.168 \| 9.168 \| \| 2000 \| 2000 \| \| 9.085 \| 9.085 \| \| 2005 \| 2005 \| \| 9.593 \| 9.593 \| \| 2010 \| 2010 \| \| 10.627 \| 10.627 \| \| 2015 \| 2015 \| \| 11.796 \| 11.796 \| \| Sursa: SCB - Statistika Centralbyrån, Folkmängden per tätort. Vart femte år 1960 - 2016 \| \| \| \| \| |      |  |           |        |
| Evoluția demografică a zonei urbane Svedala, 1970–2015 |      |  |           |        |
| An |      |  | Locuitori |        |
| 1970 | 1970 |  | 4.071     | 4.071  |
| 1975 | 1975 |  | 5.875     | 5.875  |
| 1980 | 1980 |  | 7.520     | 7.520  |
| 1990 | 1990 |  | 8.787     | 8.787  |
| 1995 | 1995 |  | 9.168     | 9.168  |
| 2000 | 2000 |  | 9.085     | 9.085  |
| 2005 | 2005 |  | 9.593     | 9.593  |
| 2010 | 2010 |  | 10.627    | 10.627 |
| 2015 | 2015 |  | 11.796    | 11.796 |
| Sursa: SCB - Statistika Centralbyrån, Folkmängden per tätort. Vart femte år 1960 - 2016 |      |  |           |        |